# Benonchamps
Benonchamps (Duits/Luxemburgs: Bindelt/Bëndelt) is een gehucht in de stad Bastenaken in de Belgische provincie Luxemburg. Het ligt in deelgemeente Wardin, vlak bij de grens met Luxemburg.

## Geschiedenis
Benonchamps behoorde vroeger tot de gemeente Harzy, die in 1823 bij Wardin werd gevoegd.

## Bezienswaardigheden

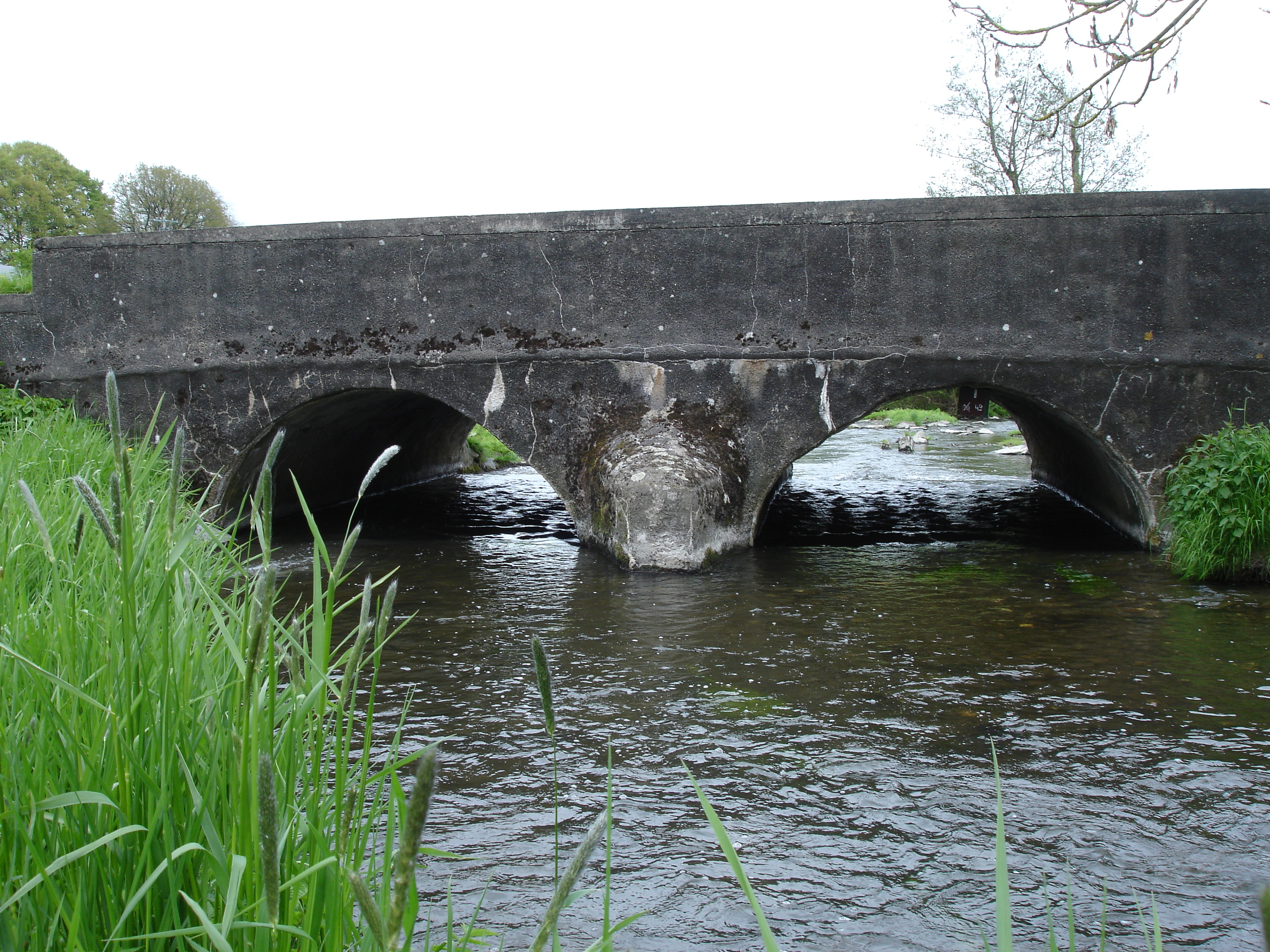
Brug over de Wiltz tussen Benonchamps en Harzy.

- De Église Saint-Isidore

Deelgemeenten: Bastenaken · Bertogne ·Flamierge ·Longchamps · Longvilly · Noville · Villers-la-Bonne-Eau · Wardin

Overige dorpen: Al-Hez · Arloncourt · Benonchamps · Berhain · Bethomont · Bizory · Bourcy · Bras · Champs · Cobru · Compogne · Fagnoux · Fays · Flamisoul · Foy · Frenet · Gives · Givroulle · Givry · Hardigny · Harzy · Hemroulle · Horritine · Isle-la-Hesse · Isle-le-Pré · Livarchamps · Losange · Lutrebois · Lutremange · Luzery · Mande-Saint-Étienne · Mageret · Marenwez · Marvie · Michamps · Moinet · Monaville · Mont · Neffe · Oubourcy · Rachamps · Recogne · Remoifosse · Rolley · Rouette · Roumont · Salle · Savy · Senonchamps · Troismont · Tronle · Vaux · Wicourt · Wigny · Withimont

Belgische gemeenten · Arrondissement Aarlen · Luxemburg · Wallonië